# 도바시역
도바시역(일본어: 土橋駅)은 일본 에히메현 마쓰야마시에 위치한 이요 철도 군추 선의 철도역이다. 역 번호는 IY 25이며, 단선 승강장 1면 1선의 구조를 갖춘 지상역이다.

## 타는 곳
| 1 | ■ 군추 선 | 상행 | 마쓰야마시 방면             |
| 1 | ■ 군추 선 | 하행 | 요고 · 마사키 · 군추코 방면 |

## 역 주변
- 마쓰야마 시 종합 커뮤니티 센터
- 아이 TV
- FM 에히메

## 역사
- 1953년 4월 15일 : 도이다 - 마쓰야마시 역 간에 신설 개업.
- 1962년 2월 1일 : 하이어 도바시 영업소 개시.
- 1968년 8월 28일 : 역사 합리화 공사 준공.
- 1970년 4월 1일 : 버스 노선 기점을 마쓰야마 역으로 변경.
- 1972년 3월 1일 : 역 업무 위탁화.
- 2013년 12월 : 역사 신축 공사 개시.
- 2014년 2월 22일 : 신 역사 완성.

## 인접 역
| 이요 철도 군추 선                | 이요 철도 군추 선 | 이요 철도 군추 선        |
| -------------------------------- | ----------------- | ------------------------ |
| IY 10 마쓰야마시 마쓰야마시 방면 | ■ 군추 선         | 도이다 IY 26 군추코 방면 |